# مسمومیت سربی در جانوران
مسمومیت سربی در جانوران (همچنین به عنوان سربی‌شدن پرندگان برای پرندگان شناخته می‌شود)، یک وضعیت دام‌پزشکی و آسیب‌شناسی است که به دلیل افزایش سطح فلز سنگین سرب در بدن جانوران ایجاد می‌شود.
سرب با انواع فرآیندهای بدن و طبیعی تداخل دارد. برای بسیاری از اندام‌ها و بافت‌ها از جمله قلب، استخوان‌ها، روده‌ها، کلیه‌ها و سیستم‌های تولیدمثلی و عصبی سمی است. عمدتاً سیستم خونساز را تحت تأثیر قرار می‌دهد. همچنین بر گروه سولفیدریل دارای آنزیم‌ها و همچنین محتوای تیول گلبول قرمز تأثیر می‌گذارد. این آنزیم دلتا آمینو لوامینیک اسید دهیدروژناز (ALA) را که در گلبول قرمز وجود دارد، مهار می‌کند. بنابراین به ویژه برای حیوانات جوان، به‌طور عمده سگ و گاو سمی است.
همانند انسان، مسمومیت سربی جانوری ممکن است حاد (در اثر مواجهه شدید در کوتاه‌مدت) یا مزمن (در اثر تماس مکرر در سطح پایین در یک دوره درازمدت) باشد. مسمومیت حاد می‌تواند به سرعت سبب مرگ شود.
اکنون سرب یک آلاینده رایج زیست‌محیطی است. برای پرندگان، یک منبع معمولی ساچمه سربی است که به عنوان سنگریزه خورده می‌شود.